# Associazione Sportiva Reggina 1975-1976
Questa pagina raccoglie i dati riguardanti l'Associazione Sportiva Reggina nella stagione 1975-1976.

## Stagione
La squadra, allenata per il secondo anno consecutivo da Carlo Regalia, ha concluso il girone C della Serie C 1975-1976 al settimo posto. Al termine della stagione si è concluso il lungo ciclo di presidenza di Oreste Granillo, in carica per 16 anni dal 1960.

## Rosa
| N. |                   | Ruolo | Calciatore          |
| -- | ----------------- | ----- | ------------------- |
| -  | Italia (bandiera) | P     | Maurizio Castellini |
| -  | Italia (bandiera) | P     | Antonio Leone       |
| -  | Italia (bandiera) | D     | Francesco Scoppa    |
| -  | Italia (bandiera) | D     | Giancarlo D'Astoli  |
| -  | Italia (bandiera) | C     | Giuliano Belluzzi   |
| -  | Italia (bandiera) | D     | Raffaele Spadaro    |
| -  | Italia (bandiera) | D     | Lorenzo Balestro    |
| -  | Italia (bandiera) | C     | Aldo Raimondi       |
| -  | Italia (bandiera) | C     | Elvi Pianca         |
| -  | Italia (bandiera) | C     | Piero Burla         |

| N. |                   | Ruolo | Calciatore         |
| -- | ----------------- | ----- | ------------------ |
| -  | Italia (bandiera) | C     | Giuseppe Sorace    |
| -  | Italia (bandiera) | A     | Corrado Fragasso   |
| -  | Italia (bandiera) | A     | Franco Corti       |
| -  | Italia (bandiera) | D     | Matteo Spinelli    |
| -  | Italia (bandiera) | A     | Fabio Enzo         |
| -  | Italia (bandiera) | D     | Luciano Mordocco   |
| -  | Italia (bandiera) | C     | Alfredo Zica       |
| -  | Italia (bandiera) | D     | Giancarlo Olivotto |
| -  | Italia (bandiera) | C     | Giuseppe Materazzi |
| -  | Italia (bandiera) | A     | Diego Spinella     |

## Piazzamenti
- Serie C: 7º posto.